# Yangluobrug
De Yangluobrug of Wuhan Yangluo Yangtze-brug (Chinees: 武汉阳逻长江大桥) is een hangbrug bij Wuhan in de provincie Hubei, China. Met een overspanning van 1280 meter behoort de brug tot de langste tien hangbruggen ter wereld.
De brug maakt deel uit van de Wuhan-ringweg en overspant de Yangtze. De bouw startte in 2003 en de brug werd voor het verkeer geopend op 26 december 2007.